# Amankul Kuttubajew
Amankul Kuttubajew (kirgisisch und russisch Аманкул Куттубаев; * 19. August 1907 in Dschylamysch; gest. Mai 1984) war ein kirgisischer Schauspieler, Dramatiker und Theaterregisseur.

## Leben
Im Jahr 1926 trat er in das Studio des kirgisischen Musik- und Schauspieltheaters (heute das Kirgisische Dramentheater Bischkek) ein, wo er seine Ausbildung mit der Schauspielerei und der Ausübung der Aufgaben eines Regieassistenten kombinierte.
1930 wurde das Studio in Kirgisisches Staatstheater umbenannt und Kuttubajew begann seine unabhängige Regietätigkeit. 1932 wurde er künstlerischer Leiter des Theaters. 1935 bis 1940 besuchte er die Russische Akademie für Theaterkunst. Ab 1940 war er Mitglied der KPdSU.
Von 1939 bis 1952 war er leitender Regisseur des kirgisischen Opern- und Balletttheaters.
Noch als Student im vierten Jahr an der Russischen Akademie für Theaterkunst inszenierte er die erste kirgisische Oper Aichurek auf der Bühne des Kirgisischen Opern- und Balletttheaters. Die Oper wurde im Mai 1939 im ersten Jahrzehnt der kirgisischen Kunst in Moskau aufgeführt und von der Kritik hoch gelobt. Ihre Inszenierung wurde Kuttubajew nicht nur als Diplomarbeit zugeschrieben, sondern brachte dem Regisseur auch den Orden des Roten Banners der Arbeit sowie den Titel Verdienter Künstler der Kirgisischen SSR ein.

## Werke

### Autor von Theaterstücken
- Враги колхоза (deutsch Feinde des Kolchos; 1932)
- Джаныл (Dschanyl, 1946 gemeinsam mit Kubanytschbek Malikow)
- Мы не те, что были (Wir sind nicht die, die wir waren, 1951, gemeinsam mit Kubanytschbek Malikow)
- Молодцы (Gut gemacht, gemeinsam mit Kubanytschbek Malikow)

### Regisseur
- Враги колхоза (deutsch Feinde des Kolchos; 1932)
- Не смерть, а жизнь (Nicht der Tod, sondern das Leben, 1934, nach dem Stück von Dschusul Turusbekow)

## Auszeichnungen
- Toktogul-Satylganow-Staatspreis der Kirgisischen SSR (1970)
- Leninorden (1958)
- Volkskünstler der Kirgisischen SSR (1946)
- Orden des Roten Banners der Arbeit (7. Juni 1939) – für herausragende Verdienste um die Entwicklung der kirgisischen Theaterkunst
- Verdienter Künstler der Kirgisischen SSR (1939)